# فرانك مونتجومري هال
فرانك مونتجومري هال (بالإنجليزية: Frank M. Hull)‏ هو عالم حشرات أمريكي، ولد في 3 نوفمبر 1901 في كواهوما في الولايات المتحدة، وتوفي في 28 ديسمبر 1982.